# Chiesa di Santa Maria Maddalena (Lucinasco)
La chiesa di santa Maria Maddalena è un luogo di culto cattolico situato nel comune di Lucinasco, in provincia di Imperia. La chiesa, ubicata in un contesto boschivo e solitario, è raffigurata nello stemma comunale di Lucinasco.

## Storia

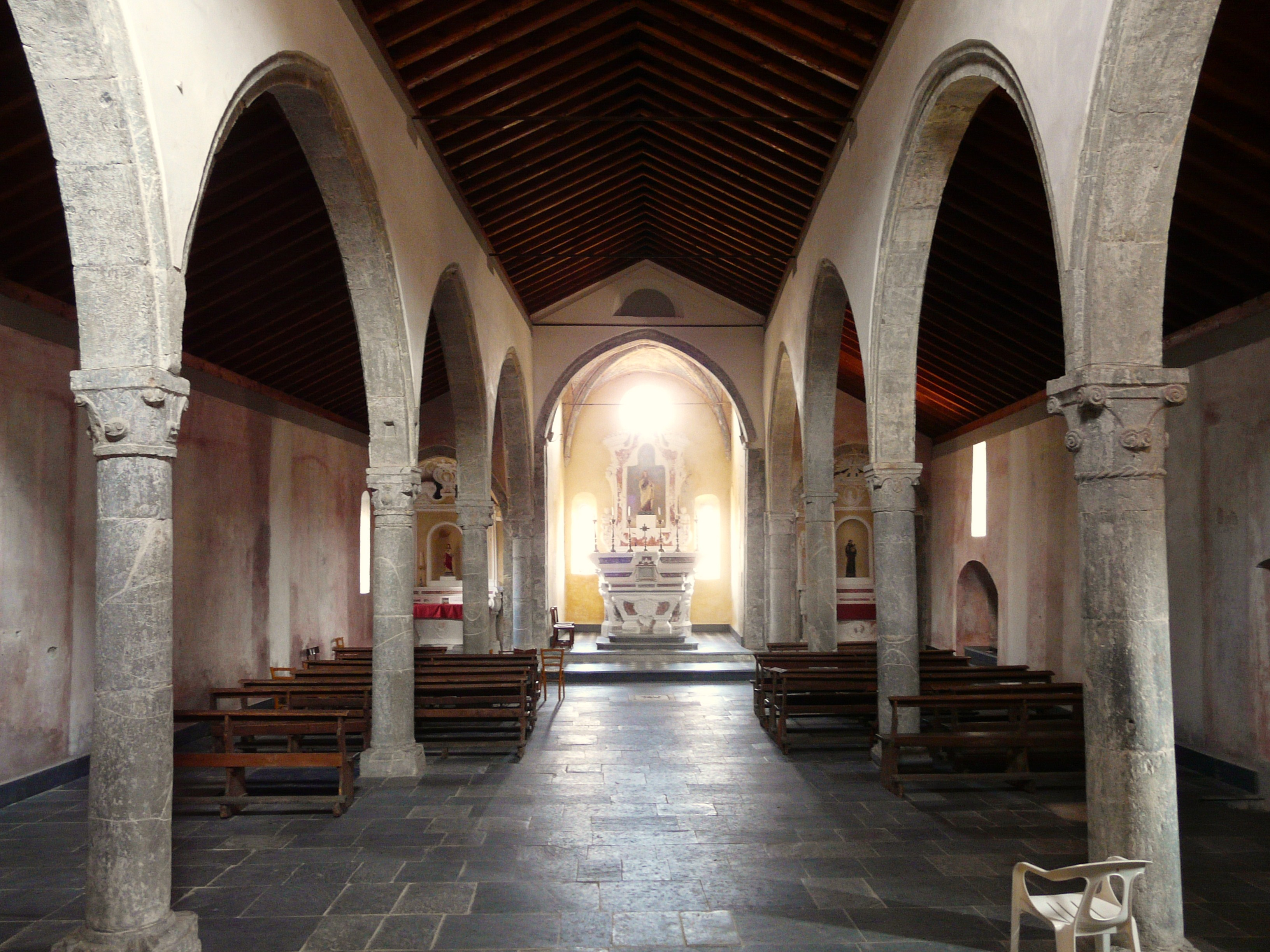
L'interno della struttura

L'edificio religioso fu edificato a partire dal 15 maggio 1463, così come riportato sulla prima pietra collocata durante l'edificazione della chiesa, e quindi portato a compimento nell'aprile del 1480. Di forme artistiche tardo medievali, la facciata della chiesa si presenta con un rosone sovrastante un portale ogivale e decorazioni ad archetti.
L'interno della struttura si presenta a tre navate, divise da colonne e da ampi archi a sesto acuto e decorato con cicli di affreschi raffiguranti scene di vita di Gesù e santi che, stando ad alcuni studi, potrebbero essere stati realizzati nella metà del Cinquecento dal pittore Giovanni Cambiaso o comunque da maestranze vicine alla sua arte pittorica.
Un intervento di adattamento con la sopraelevazione delle ali e la sostituzione della primaria orditura del tetto con volte a botte lunettate fu realizzato nel 1637; altri interventi furono realizzati nel 1730, con abbellimenti richiamanti lo stile artistico barocco, e ancora al principio dell'Ottocento. Quest'ultimi sono stati tuttavia eliminati in un successivo intervento di recupero dell'originaria struttura tardo medievale, ma rimangono comunque visibili tracce barocche nell'abside di forma quadrangolare e nelle due semicircolari absidi laterali.